# Солдатов Сергій Вікторович
Сергій Вікторович Солдатов (нар. 12 жовтня 1970, Сочі, Краснодарський край, РРФСР) — російський футболіст та український тренер, виступав на позиції півзахисника.

## Кар'єра гравця
У 1992 році розпочав футбольну кар'єру в складі тульського «Арсеналу», однак незабаром перейшов у сочинське «Торпедо». У сезоні 1992/93 років виступав у третій команді київського «Динамо». Потім грав в аматоських колективах «Трансімпекс» (Біла Церква) та «Схід» (Славутич). У 1995 році повернувся до Росії, де захищав кольори «Лади» (Тольятті), «Жемчужина» (Сочі), «Енергія» (Чайковський) та «Металург-ЗАХСИБ» (Новокузнецьк). Улітку 2002 року повернувся до Києва, а в 2003 році завершив кар'єру футболіста в клубі «Схід» (Київ).

## Кар'єра тренера
Тренерську роботу розпочав у 2003 році, влаштувавшись тренером у ДЮСШ «Зміна-Оболонь» (Київ), де пропрацював до 2012 року. З лютого 2013 року призначений головним тренером футбольного клубу «Оболонь-Бровар» (Київ). Під його керівництвом команда мала вагомі досягнення, а саме спочатку срібні медалі Другої ліги України, а через рік бронзові Першої ліги. Після цих досягнень перед Сергієм Вікторовичем і командою стояло завдання виходу в Прем'єр-лігу, але по ходу сезону команда під його орудою стала серйозно втрачати позиції в турнірній таблиці, і 24 жовтня 2016 року Сергій Солдатов подав у відставку.

## Досягнення

### Як гравця
- Перша ліга чемпіонату Росії
  -  Срібний призер (1): 1995

- Друга ліга чемпіонату Росії
  -  Чемпіон (3): 1999, 2000, 2002

### Як тренера
- Перша ліга чемпіонату України
  -  Бронзовий призер (1): 2015/16

- Друга ліга чемпіонату України
  -  Срібний призер (1): 2014/15